# Davide D'Angelo
Davide D'Angelo (Genk, 21 maart 1982) is een voormalig Belgisch voetballer die speelde als middenvelder.

## Carrière
D'Angelo speelde in de jeugd van KRC Genk en maakte ook voor deze club zijn profdebuut al bleef het bij Genk bij deze ene wedstrijd. D'Angelo kon nooit echt doorbreken en speelde buiten zijn avontuur bij het Nederlandse MVV Maastricht altijd in de lagere reeksen van het Belgische voetbal.
Hij werd nadien assistent bij Esperanza Pelt waar hij in 2021 de vertrokken Mathieu Mertens opvolgde als hoofdcoach. In 2022 scheidde de wegen van D'Angelo en Pelt om persoonlijke redenen. Later raakte bekend dat hij aangehouden werd omwille van mogelijke betrokkenheid bij internationale drugshandel. Hij had eerder al een veroordeling opgelopen voor een aandeel in een wietplantage.